# Kandy
Kandy (syng. මහ නුවර, tamil. கண்டி) – stolica Prowincji Centralnej na Sri Lance, licząca 121 286 mieszkańców (sierpień 2007). W Kandy znajduje się ważna dla wyznawców buddyzmu Świątynia Zęba (Dalada Maligawa), w której przechowuje się ząb Buddy. Świątynia stanowiła w przeszłości część kompleksu pałacowego władców królestwa Kandy. Ponadto zachowały się:
- Pałac Królowych – mieszczący Muzeum Narodowe eksponujący regalia i inne przedmioty z czasów przedkolonialnych,
- Łaźnie Królewskie,
- Sala Audiencyjna – drewniany pawilon ozdobiony rzeźbionymi kolumnami z drewna tekowego,
- Muzeum Słonia Radży z wypchanym słonia który prowadził procesje Esala Perahera do 1988 roku,
- Muzeum Archeologiczne,
- Królewskie Ogrody Botaniczne,
- Udawatta Kele Sanctuary.

Na przełomie XIX i XX wieku delegat apostolski na Indie, polskiego pochodzenia abp Władysław Zaleski, założył tu Centralne Seminarium Duchowne.